# Médaille du mérite à la frontière (Azerbaïdjan)
La médaille du mérite à la frontière est la récompense de l'État de la République d'Azerbaïdjan.

## Histoire
Le prix a été créé par décret du président de l'Azerbaïdjan, Heydar Aliyev n° 760 et ratifié par l'Assemblée nationale de la République d'Azerbaïdjan, le 6 décembre 1993.
La Médaille du mérite à la frontière est décernée aux membres de l'armée de la République d'Azerbaïdjan pour les actions suivantes :
- Avoir participé à des opérations de combat qui maintiennent l'intégrité des frontières de l'État;
- Avoir participé au renforcement de la sécurité frontalière;
- Avoir assisté les troupes frontalières dans leur travail.